# عبد الوهاب الحمادي
عبد الوهاب محمد الحمادي، كاتب وروائي كويتي، من مواليد الكويت. وصلت روايته لا تقصص رؤياك إلى القائمة الطويلة في الجائزة العالمية للرواية العربية عام 2015 والمعروفة بالبوكر. وهي رواية تتناول مرحلة ما قبل الربيع العربي عبر شخصيات معبرة عن نسيج كويتي. وقد منعت الرواية من التداول في الكويت لأسباب أثارت الجدل في الصحافة الكويتية والعربية كما حصدت قراءات عديدة من طيف واسع من النقاد العرب. كتب الحمادي في جريدة القبس الكويتية والأنباء الكويتية والدستور المصرية ومجلات وصحف خليجية وعربية أخرى. وفازت روايته ولا غالب بجائزة دولة الكويت التشجيعية للعام 2021. كما كان محكّما لدورتين في جائزة الإمارات للرواية. 

## أعماله
- دروب أندلسية 2011 دار الفارابي الطبعة الأولى ودار كتاب/ الإمارات الطبعة الثانية
- الطير الأبابيل . دار مدارك |رواية.2012 3 طبعات
- لاتقصص رؤياك. المركز الثقافي العربي | رواية.2014 الجائزة العالمية للرواية العربية 5 طبعات
- ولا غالب. المركز الثقافي العربي | رواية | جائزة دولة الكويت التشجيعية للعام 2021
- أصوات تشيّد الذاكرة. مركز البحوث والدراسات الكويتية | دراسة | 2023

## باب للرحلات
بعد تأليفه لكتاب دروب أندلسية قام عبد الوهاب الحمادي بتحويله إلى رحلة تطوف مدن إسبانيا منذ عام2011 . كما يقوم عبر شركة باب للرحلات بالمشاركة مع الكاتبة الكويتية تسنيم المذكور بتصميم رحلات تاريخية وثقافية تطوف حضارات العالم.